# Reifkloben

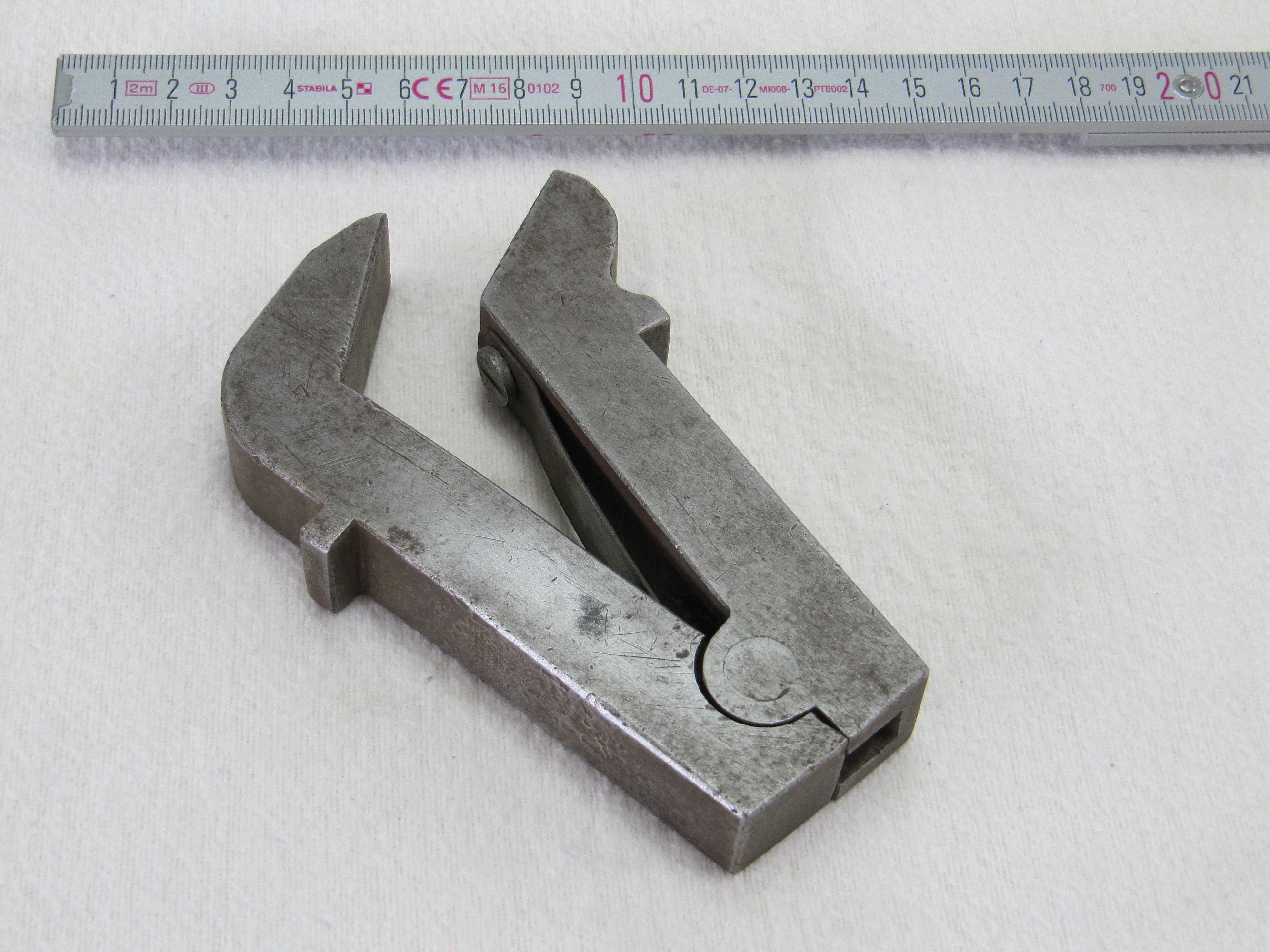
Reifkloben

Ein Reifkloben (oder Reifeisen) dient dem Einspannen flacher Werkstücke. Man nutzt ihn vorwiegend dazu, um mit Hilfe einer Feile die Kanten eines Werkstückes anzufasen.
Dünne Bleche werden gemeinsam mit einem Reifeisen mittels Reifkloben im Schraubstock eingespannt. Das eingespannte Werkstück war früher oft ein eiserner Reif, ein Reifen, also ein Metallband, welches als Reifen eines Holzrades, als Fassreifen oder im weiteren Sinn als Beschlag verwendet wurde.
Der Reifkloben wird mitunter auch als Reifeisen bezeichnet. Regional versteht man jedoch unter dem Begriff Reifeisen ein Zugmesser zur Holzbearbeitung.

## Konstruktion
Er ist aus zwei Schenkeln gefertigt, die ähnlich einer Klammer mit je einem Ende beweglich miteinander verbunden sind. Die offenen Enden der Schenkel sind mit Backen ausgestattet, die parallel zueinander, meist 45° zur Schenkelachse, abgeschrägt sind.

## Verwendung
Zum Spannen wird das Werkstück in die Backen des Reifklobens gelegt, welcher anschließend seinerseits durch einen Schraubstock zusammengedrückt wird und so das Werkstück festhält (spannt). Hierdurch ist auch beim Feilen schräger Flächen an den Kanten, so genannter Fasen, eine gerade Feilenführung möglich.
Der Spannbereich ist aufgrund der Konstruktion beschränkt. Der Öffnungswinkel der Schenkel am Backenende deckt daher nur einen gewissen Bereich ab. Somit sind für stark unterschiedlich dicke Werkstücke verschiedene Reifkloben nötig.
Reifkloben werden von Schlossern und Mechanikern benutzt, beispielsweise zur Bearbeitung von Metallbändern, die Reif oder Reifen genannt werden und einem Fass Zusammenhalt geben oder als eiserne Reifen eines Holzrades. Das Reifeisen war eine längliche Eisenplatte, ein Werkzeug, das dünne Bleche im Reifkloben unterstützte, damit sie sich nicht durchbiegen konnten.